# POLARBEAR
POLARBEAR è un esperimento situato nel deserto di Atacama nel Cile settentrionale nella regione Antofagasta il cui scopo è la misura della polarizzazione del fondo cosmico a microonde. L'esperimento POLARBEAR è montato sul telescopio Huan Tran Telescope (HTT) all'osservatorio James Ax nella riserva scientifica di Chajnantor. L'HTT è situato vicino all'Atacama Cosmology Telescope sulle pendici del Cerro Toco ad un'altitudine di circa 5200 m.
L'esperimento POLARBEAR è stato sviluppato da una collaborazione internazionale che include la Università della California - Berkeley, il Lawrence Berkeley National Laboratory, l'University of Colorado at Boulder, l'Università della California, San Diego, l'Imperial College, ed il Laboratoire Astroparticule et Cosmologie dell'Università di Parigi-Diderot, il KEK (High Energy Accelerator Research Organization), la McGill University e l'Università di Cardiff.

## Storia
Nel 2010 la strumentazione è stata testata all'osservatorio CARMA (Combined Array for Research in Millimeter-wave Astronomy), in California. Nel settembre 2011 POLARBEAR è stato trasferito nel deserto di Atacama, dove ha visto la prima luce nel gennaio 2012 e ha iniziato a operare ad aprile dello stesso anno.
Nell'ottobre 2014, la collaborazione ha pubblicato una misura dei modi-B lasciati dalle onde gravitazionali nella radiazione cosmica di fondo: secondo la collaborazione POLARBEAR, i modi-B rivelati sono di origine cosmologica con un livello di confidenza del 97.2%. A differenza dell'esperimento BICEP, è da escludere il contributo della polvere cosmica nella misura, poiché POLARBEAR ha osservato il cielo su piccole scale angolari.
Per il 2015 è previsto il primo upgrade dell'esperimento: POLARBEAR2 userà un nuovo rivelatore composto da 7588 bolometri con bande di frequenza a 95 e 150 GHz.